# 1-بوتين
1-بوتين هو مركب عضوي هيدروكربوني صيغته C4H8، والتي يمكن كتابتها على الشكل CH3CH2CH=CH2، ويوجد في الشروط القياسية على شكل غاز عديم اللون قابل للاشتعال.
ينتمي 1-بوتين إلى الأولفينات، وهو أحد مصاوغات البوتين.

## الاستحصال
يستحصل على 1--بوتين بشكل طبيعي من النفط، وذلك من القطفات الغازية الخفيفة في مصافي النفط، حيث يكون ممتزجاً مع المصاوغ 2-بوتين. أنتج من هذا المركب سنة 2011 حوالي 12 مليون طن.

## الاستخدامات
يدخل 1-بوتين في تركيب عدة بوليميرات مشتركة، مثل بولي إيثيلين منخفض الكثافة. كما يستخدم في تحضير مركب البوتانون.